# Siemianice (Poméranie)
Siemianice (allemand : Schmaatz) est un village de Pologne qui se situe dans la commune de Słupsk, dans la voïvodie de Poméranie. Les habitants de Siemianice se nomment les Siemianiczanie. Il se trouve à 104 km à l'ouest de Gdansk, dans la vallée de la Słupia.

## Histoire
Le domaine rural de Schmaatz, comprenant les villages de Nipnow et Schwuchow ainsi que les hameaux de Prinzenhof et Seddin, est cité pour la première fois en 1315 quand Valdemar, régent de la marche de Brandebourg, le remet en fief héréditaire à Kasimir Swenzo (en). Nipnow appartenait depuis 1285 aux nonnes de l'ordre des prémontrés. On ignore dans quelle mesure la population de cette région était alors allemande ou slave (Pomoranes (en)). Schmaatz devient par la suite une possession de la ville de Stolp (Słupsk).
Après la conversion de la Poméranie à la réforme luthérienne, Schmaatz et d'autres villages deviennent des biens des hôpitaux. En 1648, la Poméranie orientale, à laquelle appartient Stolp, est cédée au margrave de Brandebourg, futur roi de Prusse, par la paix de Westphalie. Vers 1784, Schmaatz, toujours une dépendance de la ville de Stolp, a un moulin à eau, cinq fermes et un maître d'école.
En 1762, pendant la guerre de Sept Ans, Schmaatz compte 4 soldats mobilisés. En 1786, sa population comprend 58 femmes, 10 enfants mâles de moins de 10 ans, 43 mâles de plus de 10 ans, un seul soldat et 18 hommes mobilisables.
En 1815, la Poméranie est réunifiée dans le royaume de Prusse et, en 1871, devient une province de l'Empire allemand. Jusqu'en 1945, Schmaatz appartient au Landkreis de Stolp. En 1925, le village compte 75 maisons.
Le 8 mars 1945, Schmaatz est occupé par l'Armée rouge. Comme toute la Poméranie orientale, il est cédé à la république populaire de Pologne en juin 1945 et ses habitants allemands sont expulsés vers l'Allemagne : 212 émigrent vers l'Allemagne de l'Ouest et 137 vers l'Allemagne de l'Est. Schmaatz est rebaptisée d'un nom polonais, Siemianice.